# Rajd Barum 2004
Rajd Barum 2004 (34. Barum Rally Zlín) – 34 edycja rajdu samochodowego Rajd Barum rozgrywanego w Czechach. Rozgrywany był od 27 do 29 sierpnia 2004 roku. Była to szósta runda Rajdowych Mistrzostw Europy w roku 2004 oraz także szósta runda Rajdowych Mistrzostw Czech. Składał się z 15 odcinków specjalnych.

## Klasyfikacja rajdu
| Miejsce                        | Kierowca                       | Pilot                          | Samochód                       | Czas                           | Strata                         |                                |
| Klasyfikacja generalna i Czech | Klasyfikacja generalna i Czech | Klasyfikacja generalna i Czech | Klasyfikacja generalna i Czech | Klasyfikacja generalna i Czech | Klasyfikacja generalna i Czech | Klasyfikacja generalna i Czech |
| ------------------------------ | ------------------------------ | ------------------------------ | ------------------------------ | ------------------------------ | ------------------------------ | ------------------------------ |
| 1.                             | Jan Kopecký                    | Filip Schovánek                | Škoda Fabia WRC                | 2:28:50.5                      | 0.0                            |                                |
| 2.                             | Václav Pech jun.               | Petr Uhel                      | Ford Focus RS WRC              | 2:32:35.3                      | +3:44.8                        |                                |
| 3.                             | Roman Kresta                   | Jan Tománek                    | Ford Focus RS WRC '02          | 2:35:54.2                      | +7:03.7                        |                                |
| 4.                             | Emil Triner                    | Miloš Hůlka                    | Seat Cordoba WRC Evo3          | 2:38:47.1                      | +9:56.6                        |                                |
| 5.                             | Simon Jean-Joseph              | Jack Boyere                    | Renault Clio S1600             | 2:40:22.6                      | +11:32.1                       |                                |
| 6.                             | Josef Peták                    | Alena Benešová                 | Peugeot 306 Maxi               | 2:42:37.8                      | +13:47.3                       |                                |
| 7.                             | Miroslav Jandík ml.            | Radim Chrastecký               | Mitsubishi Lancer Evo VII      | 2:43:13.4                      | +14:22.9                       |                                |
| 8.                             | Jindřich Štolfa                | Vladimír Tichý                 | Nissan Almera Kit Car          | 2:45:02.3                      | +16:11.8                       |                                |
| 9.                             | Václav Arazim                  | Julius Gál                     | Mitsubishi Lancer Evo VIII     | 2:45:33.0                      | +16:42.5                       |                                |
| 10.                            | Miroslav Cais                  | Pavel Ondrejčík                | Mitsubishi Lancer Evo VII      | 2:46:34.0                      | +17:43.5                       |                                |
| Klasyfikacja ERC               |                                |                                |                                |                                |                                |                                |
| 1.                             | Simon Jean-Joseph              | Jack Boyere                    | Renault Clio S1600             | 2:40:22.6                      | 0.00                           |                                |
| 2.                             | Josef Peták                    | Alena Benešová                 | Peugeot 306 Maxi               | 2:42:37.8                      | +2:15.2                        |                                |
| 3.                             | Miroslav Jandík ml.            | Radim Chrastecký               | Mitsubishi Lancer Evo VII      | 2:43:13.4                      | +2:50.8                        |                                |
| 4.                             | Jindřich Štolfa                | Vladimír Tichý                 | Nissan Almera Kit Car          | 2:45:02.3                      | +4:39.7                        |                                |
| 5.                             | Václav Arazim                  | Julius Gál                     | Mitsubishi Lancer Evo VIII     | 2:45:33.0                      | +5:10.4                        |                                |
| 6.                             | Miroslav Cais                  | Pavel Ondrejčík                | Mitsubishi Lancer Evo VII      | 2:46:34.0                      | +6:11.4                        |                                |
| 7.                             | Jan Štěpánek                   | Marek Omelka                   | Subaru Impreza STi N8          | 2:47:03.3                      | +6:40.7                        |                                |
| 8.                             | Tibor Cserhalmi                | Martin Krajňák                 | Mitsubishi Lancer Evo VII      | 2:47:41.2                      | +7:18.6                        |                                |
| 9.                             | Jean-Pierre van de Wauwer      | Camille Heintz                 | Citroën Saxo Kit Car           | 2:48:05.5                      | +7:42.9                        |                                |
| 10.                            | Vojtěch Štajf                  | Jiří Volf                      | Mitsubishi Lancer Evo VII      | 2:48:22.2                      | +7:59.6                        |                                |
| 11.                            | Michał Kościuszko              | Jarosław Baran                 | Opel Corsa S1600               | 2:49:01.3                      | +8:38.7                        |                                |